# Björnbergen
Björnbergen är ett naturreservat i Bodens kommun i Norrbottens län.
Området är naturskyddat sedan 2007 och är 3 kvadratkilometer stort. Reservatet omfattar ett höjdområde med tre toppar och två tjärnar och en brant sluttning i öster. Reservatet består av brandpräglad tallskog, hällmarksskog, granurskog, sumpskogar och små partiet av lövskog där skogen brunnit. 